# Хабзас
Хабзас — посёлок при станции в Аскизском районе Республики Хакасии Российской Федерации. Входит в состав Бирикчульского сельсовета. Железнодорожная станция Хабзас Красноярской железной дороги.

## География
Находится на обоих берегах реки Аскиз,  при автодороге 95Н-202 и железной дорогой Южно-Сибирской магистрали, в 72 км от райцентра — с. Аскиз.

## История
Образование посёлка связано со строительством железной дороги Абакан — Новокузнецк.
В 1957 году население составляло 734 человек, в основном рабочие Аскизского ЛПХ.

## Население
| 2002 | 2010 |
| ---- | ---- |
| 7    | ↘2   |

### Национальный состав
Население — 4 чел. (01.01.2004), русские.

## Инфраструктура
Личное подсобное хозяйство с зоной сельскохозяйственного использования, индивидуальная застройка усадебного типа. Число хозяйств — 4 (2004).
Основа экономики — обслуживание путевого хозяйства.

## Транспорт
Развит автомобильный и железнодорожный транспорт.
Остановка общественного транспорта «Хабзас».
Станция Хабзас и платформа Дачи.